# Дом-музей А. Л. Чижевского
Дом-музей А. Л. Чижевского — учреждение культуры, памятник истории в городе Калуге, музей советского учёного-биофизика, основоположника аэроионификации, гелиобиологии и электрогематологии, поэта и художника Александра Леонидовича Чижевского (1897—1964).

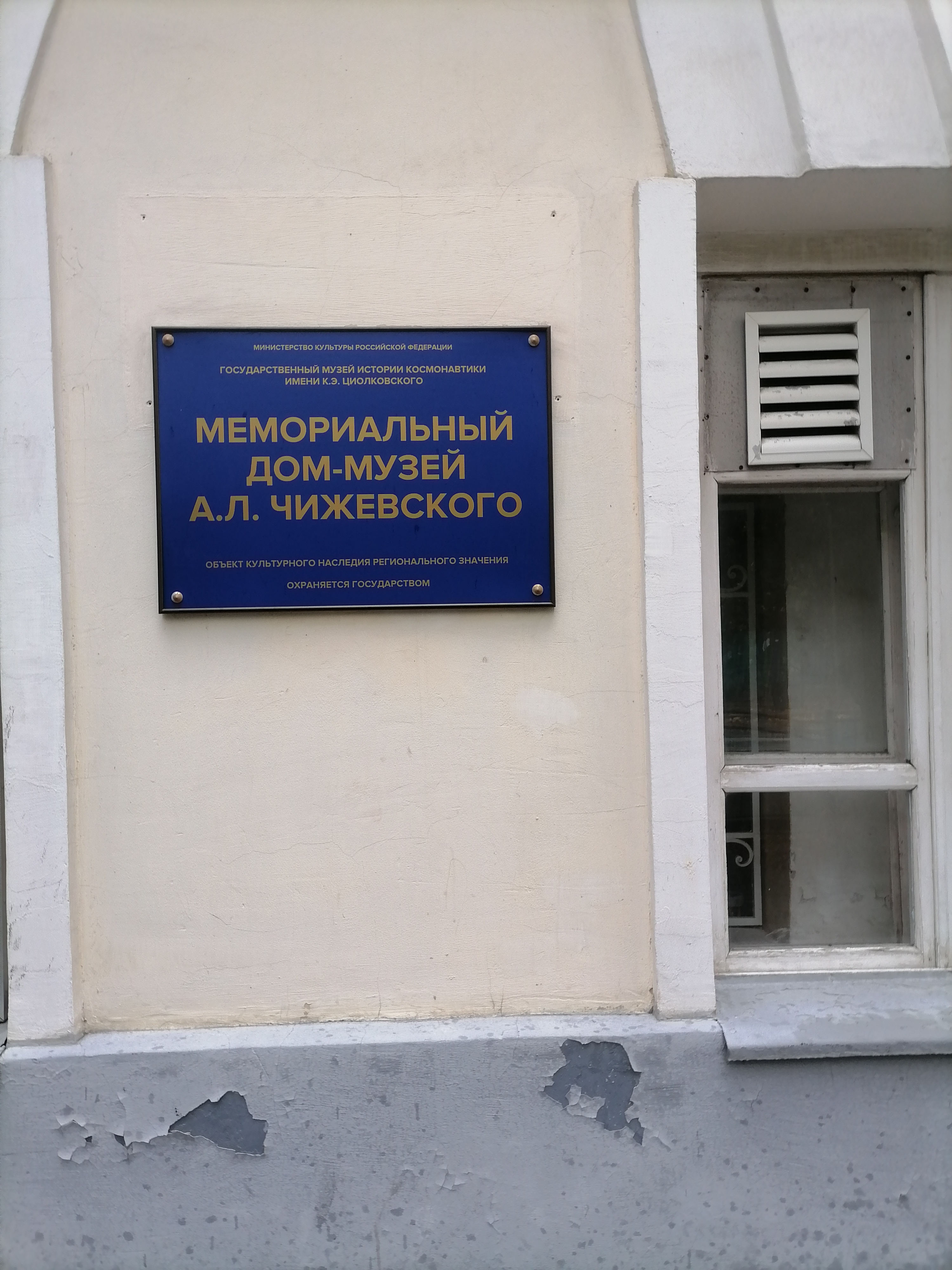
Идентификационная доска музея

Музей проводит международную научно-практическую конференцию, посвящённую популяризации творческого наследия и развитию идей А. Л. Чижевского, устраивает тематические и выездные выставки. Разработаны тематические и научно-образовательные программы для взрослых и детей.
Директор музея Л. Н. Морозова.

## История

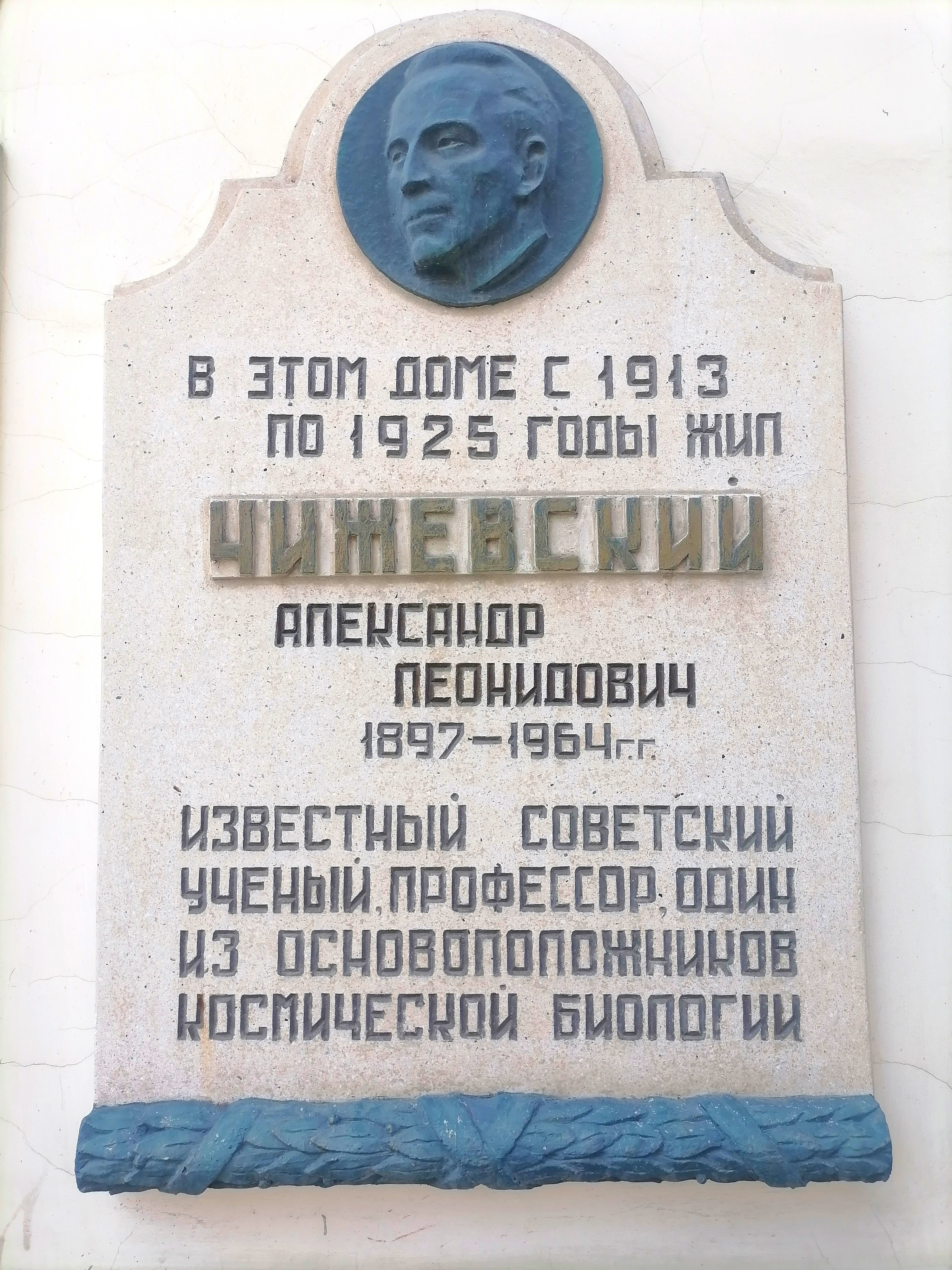

Об истории дома, занимаемого ныне музеем, писал сам А. Л. Чижевский в мемуарах: «Дом был построен во второй половине прошлого (XIX) века графом Толстым для собственного жительства, а затем продан купцу Баскакову». Однако, это было не совсем так.
Двухэтажный каменный дом с мезонином был построен полковницей Натальей Гордеевной Романович(евой) под архитектурным надзором губернского архитектора Соколова в 1826—1827 годах. Поэтому внешний вид дома — городская дворянская усадьба, выстроенная в стиле классицизма (который был популярен в начале XIX в.). Романович владела домом до 1856 года.
Затем дом сменил десять владельцев, последним из которых был медынский купец (живший в Полотняном Заводе) Николай Иванович Баскаков, купивший дом в 1910 году. У него отец будущего учёного Л. В. Чижевский (1861—1929) и приобрёл дом в 1913 году. Тогда он значился по адресу ул. Ивановская, 43(б). Семья поселилась на втором этаже и в мезонине, здесь Чижевские жили с 1913 по 1929 год, здесь же сам Александр Леонидович писал свои первые научные и поэтические работы.
После революции 1917 года, в связи с переименованием улиц города, адрес дома был изменён на проспект Троцкого, 10. Чижевские лишились права собственности на дом, хотя квартира и была забронирована за Леонидом Васильевичем. Чижевские занимали второй этаж и мезонин.
В 1912—1920-х гг. на первом этаже дома Чижевских располагались учебные заведения:
- I-е мужское приходское начальное училище (1912—1918 гг.);
- 16-я единая трудовая школа I ступени (1918 — конец 1919 гг.);
- 18-я единая трудовая школа I ступени (конец 1919—1920 гг.).

В дальнейшем в здании работали различные организации. Ещё при жизни Л. В. Чижевского первый этаж дома занимали коммунальные квартиры. После его смерти дом использовался по разному назначению.
В 1941 году при освобождении Калуги от немецко-фашистских оккупантов во время ожесточённых боёв были разрушены межэтажная лестница, балкон и мезонин. Мезонин впоследствии восстановлен не был, а балкон — восстановлен частично.
С 1943 года дом был передан на баланс Управлению Московско-Вяземской железной дороги и был общежитием слушателей Дортехшколы.
С 1976 года железнодорожное управление сдавало здание в аренду «Калугаоблгазу», который сделал двухэтажную пристройку с гаражами.
В 2000 году здесь открылась первая выставка «Чижевский. Страницы жизни», которая размещалась в одном зале. В 2001 году здание (основная часть, без пристройки и гаражей) было передано на баланс Государственному музею истории космонавтики имени К. Э. Циолковского, и здесь открылся Научно-мемориальный и культурный центр А. Л. Чижевского.
В 2008 году был осуществлён капитальный ремонт дома, после чего в 2009 году были проведены работы по организации здесь дома-музея А. Л. Чижевского, который открыл свои двери для посетителей 7 февраля 2010 года.
Весной 2010 года по инициативе калужского садовода В. Н. Морозова двор музея был озеленён, были высажены два маньчжурских ореха, две белые акации, европейский бересклет, маньчжурская аралия, плакучая ива, две гортензии, позднее — оленерогий сумах и сирень «Красавица Москва».

## Экспозиция музея
Над созданием современной экспозиции музея, открытой в 2009 году, работали известные специалисты Тарас Поляков (автор концепции) и Авет Тавризов (автор художественного решения и исполнитель).
Экспозиция музея рассказывает о жизни, научной работе, а также художественном и поэтическом творчестве А. Л. Чижевского. Также в музее воссозданы комнаты самого учёного, его отца и тёти по отцу, Ольги Васильевны Лесли-Чижевской.
Вводный зал называется «Старый калужский лабаз» и воссоздаёт в экспозиции образ старой Калуги: церковь, улицы, людей — то, что видели Чижевские, глядя в своё окно в начале XX в.
Зал «Приезд Чижевских в Калугу» — «Первый день в Калуге», куда в 1913 году кадровый офицер Л. В. Чижевский был переведён по службе.
Экспозиция зала знакомит с дворянской семьёй.
В центре комнаты — открытый сундук, в котором книжки, семейные фотографии, письма, дипломы, старинные открытки мест, где побывали Чижевские, и на крышке — герб рода, ведущего историю от Петра Лазаревича Чижевского — певца, придворного «тенориста», которому императрица Елизавета Петровна в 1743 году пожаловала потомственное дворянство. В экспозиции представлено генеалогическое древо Чижевских. В частности, прадед Александра, Никита Васильевич Чижевский, участвовал в Итальянском походе Суворова; бабушка, Елизавета Семёновна Чижевская, приходилась двоюродной племянницей адмиралу П. С. Нахимову.

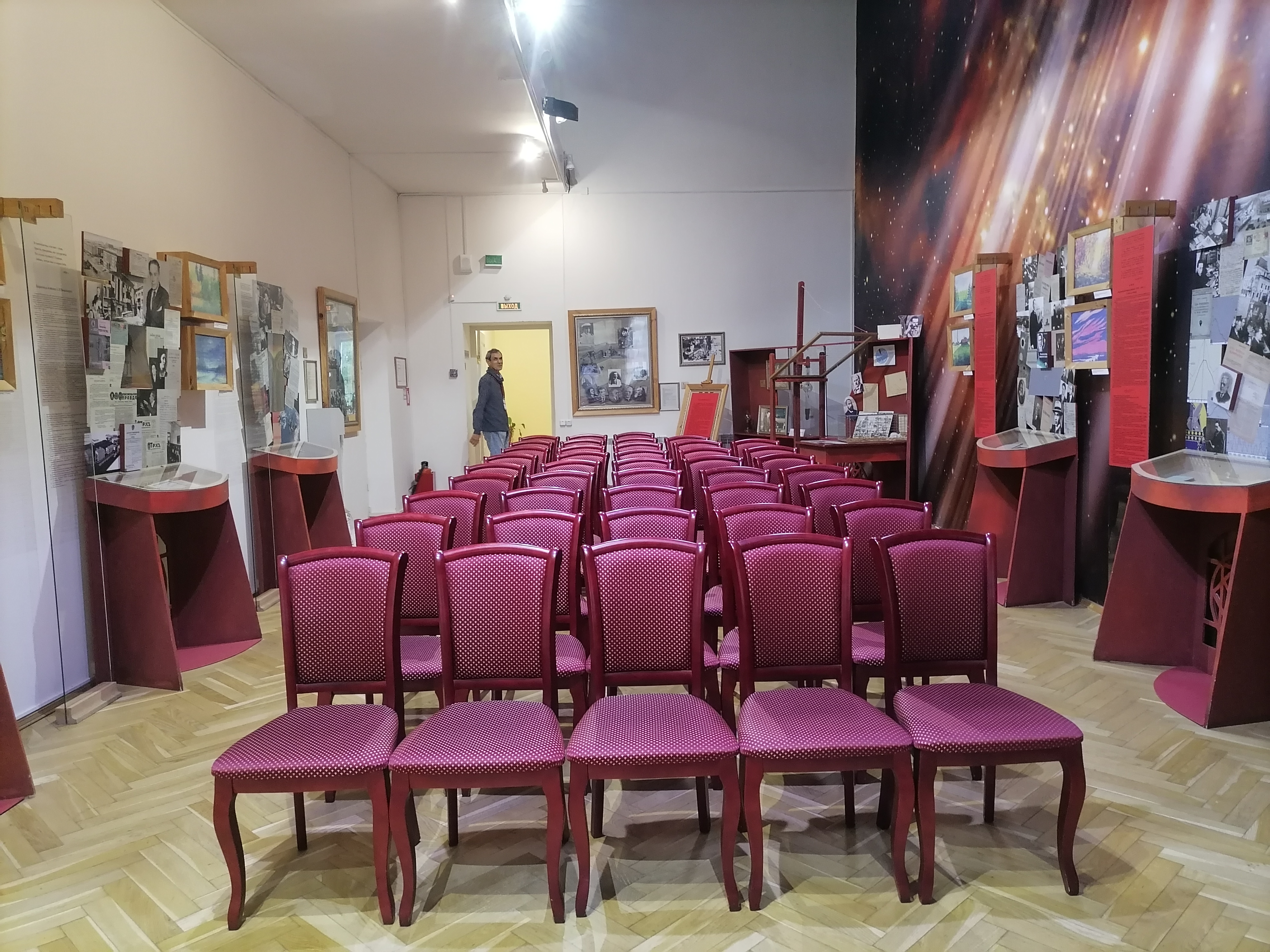
Биографический зал

Научно-биографический зал (бывшие прихожая и гостиная) включает 8 экспозиционных комплексов фотографий и документов и раскрывает значение Чижевского как крупнейшего учёного-экспериментатора XX века. Здесь представлены друзья, соратники, крупнейшие учёные, исследователи космоса. Представлена его научная жизнь — статьи, отчёты, доклады, грамоты. Красный колорит зала и пронизывающие звёздное небо лучи наиболее выразительно показывают область его интересов и исследований — влияние солнца на земную биосферу, проблемы аэроионификации, открытие модели движущейся крови.
В кабинете отца всё рассказывает о доблестной военной деятельности и научных интересах Леонида Васильевича Чижевского — главы и ангела-хранителя семьи и дома Чижевских, о его боевой биографии и жизни после революции до 1918 года, одного из полководцев царской армии, перешедших на сторону советской власти. Он организовал и возглавил Калужские Командные пехотные курсы, но в 1919 году вышел в отставку по инвалидности. В 1928 году Леонид Васильевич Чижевский был удостоен звания Герой Труда РККА.
Комната учёного золотистая, как солнце, окна выходили на восток. В комнате имелся камин. Молодой А. Л. Чижевский занимался поэзией, живописью, музыкой, астрономией. В годы Гражданской войны он был вынужден продавать свои живописные творения на рынке, чтобы добыть средства на дрова, оборудование и материалы для своей научной работы. На рояле в комнате Александр Леонидович музицировал, здесь собирались его друзья, устраивались музыкальные и литературные вечера, танцы. У Александра была скрипка, подарок отца, ранее принадлежавшая выдающемуся польскому скрипачу Каролю Липинскому (в годы гонений, 1930-е, скрипку пришлось продать). В юные годы Александр считал себя ещё и поэтом и даже опубликовал два сборника стихотворений, в 1915 и в 1919 годах. Библиотека учёного была конфискована при его аресте и дальнейшая судьба её неизвестна.
Комната тёти, Ольги Васильевны Лесли. Мать учёного, Надежда Александровна, умерла от чахотки, когда сыну был год, матерью он называл сестру отца Ольгу Васильевну (1863—1927), которая потеряла своих детей (умерли в младенчестве от дифтерии) и занималась воспитанием племянника. В комнате воссоздана обстановка провинциального культурного дома, много стекла и света и ещё зеркало… А в зеркале пейзаж с храмом, в котором венчались родители Александра.

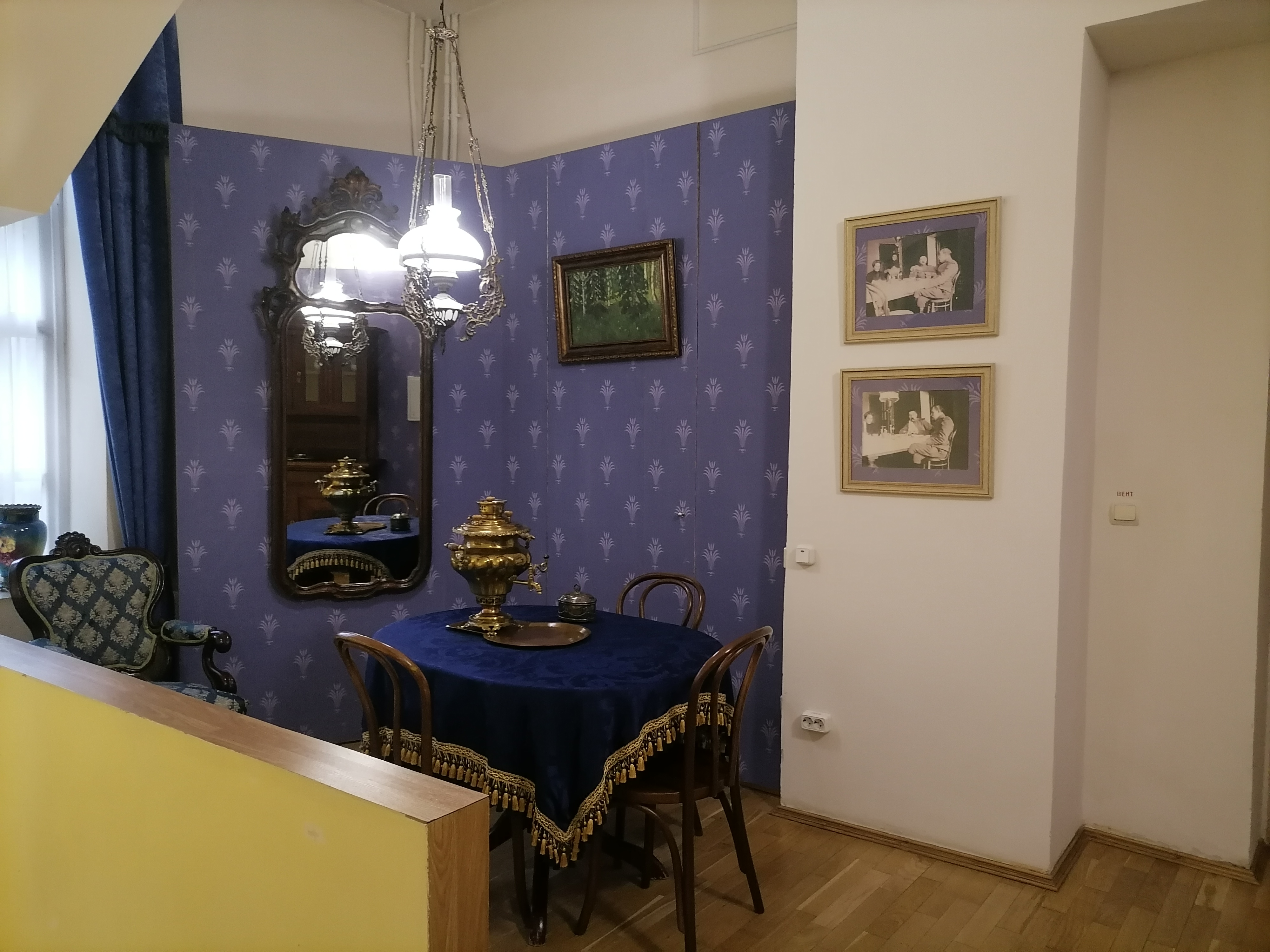
Столовая Чижевских

В столовой, частично воссозданной по старым фотографиям и воспоминаниям родственников, Чижевские собирались за столом всей семьёй, отмечали знаменательные даты и принимали гостей. С 1918 года здесь была выгорожена часть для Л. В. Чижевского, предоставившего свой кабинет семье убитого на войне брата, Аркадия Васильевича.
Помимо этого, в экспозиции музея в мезонине представлены «люстры Чижевского», в том числе их современные конструкции. Воссоздан фрагмент последней московской квартиры Чижевского на Звёздном бульваре.
В музее оборудована обсерватория, в телескоп которой посетители могут в дневное время наблюдать за Солнцем, а в вечернее — за звёздами.
Кроме того в музее проводятся концерты, творческие вечера и иные мероприятия.